# Eleven (Sugarcult)
Eleven è l'album di debutto del gruppo pop punk band Sugarcult, pubblicato nel 1997 come demo e ripubblicato nel 1999. Alcune delle tracce dell'album provengono dall'EP Five.

## Tracce
1. Debbie – 3:09
2. We Come Crashing Down – 4:01
3. Make Up (Pretty Waste) – 3:22
4. I Changed My Name – 2:45
5. Yesterday (Insane) – 3:02
6. Underwear – 3:00
7. Superhyperspastic – 3:00
8. Beautiful Stalker – 2:16
9. Christine – 3:11
10. Cyndi Lauper – 3:00
11. Anna's Touch – 2:13

## Crediti[1]
- Tim Pagnotta - voce, chitarra
- Marko DeSantis - chitarra
- Lance Austin - chitarra
- Airin Older - basso, voce d'accompagnamento
- Ben Davis - batteria, voce d'accompagnamento
- Jim Mooey - tromba